# Ровіго (провінція)
Провінція Ровіго (італ. Provincia di Rovigo) — провінція в Італії, у регіоні Венето. 
Площа провінції — 1 789 км², населення — 247 807 осіб.
Столицею провінції є місто Ровіго.

## Географія
Межує на півночі з провінцією Верона, провінцією Падуя і провінцією Венеція, на заході з провінцією Мантуя (Ломбардія), і на півдні з провінцією Феррара (Емілія-Романья).

## Основні муніципалітети
Найбільші за кількістю мешканців муніципалітети (ISTAT, 30/06/2008):
| Ном. | Муніципалітет  | Населення (осіб) | Площа (км²) | Густота (ос/км²) | Висота (м.н.р.м.) |
| ---- | -------------- | ---------------- | ----------- | ---------------- | ----------------- |
| 1°   | Ровіго         | 51.797           | 108,55      | 477              | 7                 |
| 2°   | Адрія          | 20.493           | 113,51      | 181              | 4                 |
| 3°   | Порто-Віро     | 14.609           | 133,37      | 110              | 2                 |
| 4°   | Лендінара      | 12.179           | 55,40       | 220              | 9                 |
| 5°   | Оккіобелло     | 11.245           | 32,62       | 345              | 8                 |
| 6°   | Бадія-Полезіне | 10.861           | 44,52       | 244              | 11                |
| 7°   | Порто-Толле    | 10.251           | 227,63      | 45               | 1                 |
| 8°   | Тальйо-ді-По   | 8.506            | 79,01       | 108              | 0                 |
| 9°   | Розоліна       | 6.431            | 73,07       | 88               | 1                 |
| 10°  | Вілладозе      | 5.278            | 32,5        | 162              | 3                 |

## Демографія
Населення за роками